# Acqua e Sapone Calcio a 5 2015-2016
Questa pagina raccoglie i dati riguardanti la S.S.D. Acqua e Sapone Calcio a 5, squadra di calcio a 5 militante in serie A, nelle competizioni ufficiali del 2015-2016.

## Calciomercato

### Sessione estiva
| Paolo Cesaroni       | Orte       |
| Jonas                | Asti       |
| Mimi                 | Győri ETO  |
| Burrito              | Palma      |
| Cristiano Scandolara | Orte       |
| Sydney               | KPRF Mosca |

| Davide Baiocchi     | Real Dem         |
| Cristian Borruto    | Pescara          |
| Fabricio Calderolli | Pescara          |
| Diego Cavinato      | Sporting Lisbona |
| Leandro Cuzzolino   | Pescara          |
| Júlio De Oliveira   | Asti             |
| Yuri Di Matteo      | Real Dem         |
| Fernando Leitão     | Arzignano        |

### Sessione invernale
| Paulinho | Cogianco |

| Michele Mongelli     | Aquile Molfetta |
| Cristiano Scandolara | Policoro        |

## Rosa 2015-2016
| N° | Naz.                                   | Ruolo      | Sportivo              | Anno     |  |  |
| -- | -------------------------------------- | ---------- | --------------------- | -------- |  |  |
| 1  | Italia (bandiera)                      | POR        | Stefano Mammarella    | 02.02.84 |  |  |
| 2  | Spagna (bandiera)                      | PIV        | Burrito               | 16.08.90 |  |  |
| 4  | Italia (bandiera)                      | LAT        | Michele Mongelli      | 02.03.91 |  |  |
| 6  | Brasile (bandiera)                     | PIV        | Paulinho              | 19.04.80 |  |  |
| 7  | Spagna (bandiera)                      | DIF        | Mimi                  | 21.04.81 |  |  |
| 8  | Italia (bandiera)                      | LAT        | Alex Maura            | 02.08.94 |  |  |
| 10 | Brasile (bandiera) · Italia (bandiera) | LAT        | Cristiano Scandolara  | 25.07.83 |  |  |
| 11 | Brasile (bandiera)                     | LAT        | Sydney                | 24.09.84 |  |  |
| 13 | Brasile (bandiera)                     | UNI        | Luiz Paulo Caetano    | 01.10.89 |  |  |
| 16 | Brasile (bandiera) · Italia (bandiera) | DIF        | Murilo Ferreira       | 10.03.89 |  |  |
| 17 | Italia (bandiera)                      | POR        | Germano Montefalcone  | 14.03.94 |  |  |
| 18 | Brasile (bandiera)                     | UNI        | Coco Schmitt          | 17.12.84 |  |  |
| 19 | Italia (bandiera)                      | LAT        | Paolo Cesaroni        | 10.04.91 |  |  |
| 20 | Brasile (bandiera) · Italia (bandiera) | LAT        | Jonas                 | 24.05.84 |  |  |
| 21 | Brasile (bandiera)                     | LAT        | Murilo Schiochet      | 09.01.93 |  |  |
|    | Italia (bandiera)                      | Allenatore | Massimiliano Bellarte | 30.11.77 |  |  |

## Under 21
| N° | Naz.              | Ruolo | Sportivo           | Anno     |  |  |
| -- | ----------------- | ----- | ------------------ | -------- |  |  |
| 3  | Italia (bandiera) | DIF   | Francesco Bufalari | 04.03.97 |  |  |
| 5  | Italia (bandiera) | LAT   | Lorenzo Canale     | 30.08.98 |  |  |
| 9  | Italia (bandiera) | PIV   | Simone Buccella    | 07.06.97 |  |  |
| 12 | Italia (bandiera) | POR   | Francesco Mambella | 09.07.96 |  |  |
|    | Italia (bandiera) | LAT   | Sebastiano Lancia  | 16.06.97 |  |  |